# Merci Poesi
Merci Poesi, även kallad Göteborgs internationella poesifestival, är en sedan 2006 årligen återkommande poesifestival som hålls en helg i Göteborg. Festivalen har ett interkulturellt perspektiv och blandar poesi på olika språk med musik och samtal.
Poesifestivalen ordnas i samarbete och med stöd av Göteborgs kommun, Västra Götalandsregionen, Göteborgs Litteraturhus, Göteborgs poesifestival, Författarcentrum Väst, Borås Stadsbibliotek och Studiefrämjandet. I anslutning till festivalen ges en katalog ut, med presentationer av medverkande författare och deras poesi.
En av drivkrafterna bakom festivalen är den iranske poeten Ali Naderi.
Merci Poesi är medlem i Göteborgs Litteraturhus och vill utöver den internationella poesifestivalen även arrangera kulturutbyten och genreöverskridande program där olika konstarter möts.